# 贺兰山南芥
贺兰山南芥(学名：Arabis alaschanica Maxim)是一种多年生矮小草本植物。高5-15厘米，近无毛，原产于石嘴山市白芨沟、大峰沟等地，属贺兰山准特有种。现于宁夏、陕西、内蒙古等地均有分布。

## 脚注
1. ↑  石炭井区志 ，第90页